# Woodruffite
La woodruffite è un minerale.